# 蘭寧斯普林斯 (加利福尼亞州)
蘭寧斯普林斯（英語：Running Springs）是位於美國加利福尼亞州聖貝納迪諾縣的一個人口普查指定地區。

## 地理
蘭寧斯普林斯的座標為34°12′28″N 117°06′30″W / 34.20778°N 117.10833°W，而該地最高點為海拔高度1862米（即6109英尺）。

## 人口
根據2010年美國人口普查的數據，蘭寧斯普林斯的面積為10.912平方千米，當中陸地面積為10.889平方千米，而水域面積為0.023平方千米。當地共有人口4862人，而人口密度為每平方千米445人。